# De Waarheidsvriend
Dit overzicht is mogelijk incompleet; u kunt helpen door het uit te breiden.
De Waarheidsvriend is het officiële orgaan van de Gereformeerde Bond in de Protestantse Kerk in Nederland. Het kerkblad verschijnt wekelijks. De Waarheidsvriend biedt artikelen inzake geestelijke, kerkelijke, en ook maatschappelijke vragen. Vanaf mei 2006 verschijnt het blad als full-colour magazine.
Gijs Boer was vele jaren eindredacteur van De Waarheidsvriend. Als eindredacteur droeg hij, als een van de weinigen in deze kringen, intensief bij aan het theologische debat. Sinds 2006 is drs. P.J. Vergunst de redacteur. Sinds 2025 is Reinald Molenaar de hoofdredacteur.